# Ágnes Szávay
Ágnes Szávay (født 29. december 1988 i Kiskunhalas, Ungarn) er en professionel tennisspiller fra Ungarn.